# Народна библиотека „Вук Караџић” Крагујевац
Народна библиотека „Вук Караџић” је једна од установа културе у Крагујевцу. Налази се у улици Др Зорана Ђинђића 10/6.

## Историјат
Позориште и читалиште је основано 1846. године убрзо након Београдског читалишта. Архивску грађу су чували у библиотеци Књажеске канцеларије, која је била прва и најстарија српска библиотека. Убрзо је основана библиотека смештена у згради Прве крагујевачке гимназије са својим посебним фондом, а финансирана је из државног буџета. За њено оснивање заслужан је Јанко Шафарик. По препоруци Државног савета и на основу Решења које је потписао кнез Михаило Обреновић 14. јуна 1866. тај фонд књига је институционализован као Јавна библиотека. Библиотечки фонд је више пута измештан због чега су неке књиге изгубљене и оштећене. Године 1920. је преименована у Народну библиотеку, а данашњи назив Народна библиотека „Вук Караџић” је добила 1953. Представља савремену јавну матичну библиотеку која обавља библиотечку делатност са циљем праћења стања и развоја библиотечке делатности. Носилац су матичности за све јавне, специјалне и школске библиотеке на подручју општина Аранђеловац, Баточина, Кнић, Лапово, Топола, Рача и Крагујевац. Добитници су бројних награда међу којима су награда „Миодраг Панић Суреп” 1972, 1982, 1996 и 1998. и Вукова награда 1965. године.